# Meinungsjournalismus
Als Meinungsjournalismus bezeichnet man eine Form des Journalismus, in der klar Stellung zu bestimmten Themen bezogen wird. Er unterscheidet sich damit vom interpretativen Journalismus, der mehrere Standpunkte zitiert, um dem Leser zu ermöglichen, sich seine eigene Meinung zu bilden. 
Eine spezifische Ausprägungsform des Meinungsjournalismus ist der anwaltschaftliche Journalismus.
Der Meinungsjournalismus hat laut Felix Diesselhoff insbesondere nach dem Aufstieg des interpretativen Journalismus ab den 1950er Jahren etwas an Boden verloren; er nimmt jedoch weiterhin, nicht zuletzt durch die Abschaffung der Fairness-Doktrin in den USA, seinen Platz in den Medien ein.
Im deutschsprachigen Raum ist statt der Begriffe „Meinungsjournalismus“, „interpretativer Journalismus“ oder „Informationsjournalismus“ die Unterteilung in informationsorientierte und meinungsbetonte Darstellungsformen nach Walther von La Roche üblich.

## Merkmale des Meinungsjournalismus
Der Meinungsjournalismus verwendet die argumentative Schreibweise, die auf klaren Argumenten basiert, mit denen der Journalist den Leser zu überzeugen versucht. Argumente können vielfältiger Natur sein: Daten, Entwicklungen, Zitate von Autoritäten (z. B. Experten), Statistiken oder eigene Beobachtungen. Sie werden benutzt, um die These des schreibenden Journalisten zu stützen und seine Schlussfolgerungen plausibler zu machen.
In der Regel stellt der Journalist in einem Meinungsartikel zunächst seine These auf, stützt sie dann mit Hilfe von Argumenten und kommt schließlich zu einer Schlussfolgerung, die die These erweitert und inhaltlich abschließt. Ausnahmen von dieser Regel sind freiere Genres wie Kritik und Kolumne (siehe unten).

## Genres
Das häufigste Genre des Meinungsjournalismus ist der Kommentar. Er nimmt Stellung zu einem spezifischen, aktuellen Thema und begleitet eine Nachricht oder einen Bericht. Kommentare findet man sowohl in grafischen Medien (insbesondere in Zeitungen und Online-Medien, weniger in Zeitschriften), als auch im Radio und in etwas geringeren Maße im Fernsehen, wo er meist Teil von Magazin-Sendungen ist. Der Kommentar wird von einem spezifischen Journalisten firmiert, der sich in Text oder Bild klar zu erkennen gibt. Einen kurzen, in satirisch-bissiger Sprache geschriebenen Kommentar nennt man auch Glosse.
Eine Sonderform des Kommentars ist der Leitartikel, der nur in grafischen Medien vorkommt. Er gibt die Meinung der Redaktion wieder und ist normalerweise nur einmal im Medium vertreten. Leitartikel zeichnen sich dadurch aus, dass sie nicht einem bestimmten Journalisten zugeordnet werden können, aber dennoch klar Stellung zu einem Thema beziehen. 
Die Kolumne wiederum ist ein periodisch erscheinender Artikel eines regelmäßig schreibenden Journalisten, dem sogenannten Kolumnisten. Kolumnen nehmen oft Stellung zu Themen, die abseits der Schlagzeilen liegen, jedoch nach Meinung des Schreibenden im Interesse der Allgemeinheit stehen sollten. Sie sind in ihrer Form wesentlich freier als Kommentare und Leitartikel und haben oft eine Sprache ähnlich der in der Literatur verwendeten, sie beziehen also erzählerische, manchmal auch fiktive Inhalte mit ein. Kolumnen sind am häufigsten in grafischen Medien zu finden, seltener im Radio und in audiovisuellen Medien.
Die Kritik oder Rezension bezieht sich auf ein bestimmtes Werk im kulturellen Bereich und gibt die Meinung des Journalisten dazu wieder.
Besonders seit dem Aufkommen des World Wide Web in den 1990er Jahren findet man häufiger Mischformen zwischen den verschiedenen Genres des Meinungsjournalismus, die vor allem in Online-Magazinen verbreitet sind. Eine besonders aktuelle Form ist das Weblog, eine stilistisch sehr freie Mischform aus Kommentar und Kolumne, in der der Schreiber in regelmäßigen Abständen seine Sicht von aktuellen Ereignissen darstellt, ähnlich einem Tagebuch.